# Alcebíades Peçanha
Alcebíades Peçanha (Campos dos Goytacazes, 23 de setembro de 1869 – Rio de Janeiro, 1949) foi um político e embaixador brasileiro.

## Biografia
Estudou na Faculdade de Direito de São Paulo, bacharelando-se em 1890. Em 1891 foi promotor público do Estado de São Paulo, função que exerceu até o ano seguinte. Em 1893 viajou para a Europa, onde atuou como intendente de imigração do estado do Rio de Janeiro até 1894.
Foi Secretário da Presidência da República de seu irmão, o presidente Nilo Peçanha, de 18 de junho de 1909 a 15 de novembro de 1910.
Foi embaixador do Brasil na Argentina de 1917 a 1918.